# 두 인생을 살아봐
《두 인생을 살아봐》(영어: Look Both Ways)는 2022년 공개된 미국의 로맨틱 코미디 드라마 영화로, 와누리 카히우가 감독을 맡았다.

## 줄거리
대학교 졸업반인 나탈리는 친구 게이브와 하룻밤을 보내고, 임신 가능성에 대한 불안감 속에 졸업 파티 날 임신 테스트를 하게 된다. 여기서부터 나탈리의 인생은 두 개의 평행한 현실로 나뉘어 동시에 전개된다.
첫 번째 현실
임신 테스트 결과가 양성으로 나오자 나탈리는 부모님 집으로 돌아가고, 음악가를 꿈꾸는 게이브와 함께 아이를 키우게 된다. 부모님은 게이브를 못마땅해하지만 나탈리는 애니메이션 작가의 꿈을 포기하지 않으려 노력한다. 딸 로지가 태어나고, 나탈리와 게이브는 양육 문제로 갈등을 겪는다. 게이브는 함께 살기를 원하지만 나탈리는 거절하고, 오히려 다른 사람을 만나보라고 권유한다. 게이브가 다른 여성과 사귀게 되자 나탈리는 불편함을 느끼지만, 자신의 작품 활동에 매진한다. 나탈리는 결국 사우스 바이 사우스웨스트 영화제에 초청받아 로지에게 영감을 얻은 만화 작품에 대해 이야기하며 주목을 받는다. 영화제 이후, 나탈리는 게이브가 약혼을 파기하고 자신을 사랑한다고 고백하자, 둘은 다시 관계를 발전시켜나갈 가능성을 모색한다.
두 번째 현실
임신 테스트 결과가 음성으로 나오자 나탈리는 친구 카라와 함께 로스앤젤레스로 이주해 애니메이션 업계에 뛰어든다. 어렵게 애니메이터 루시의 조수가 된 나탈리는 동료 제이크와 가까워진다. 둘은 서로의 꿈을 응원하며 연인으로 발전하고 동거를 고려하지만, 제이크가 1년 동안 해외 촬영을 가게 되면서 관계에 위기가 찾아온다. 장거리 연애가 힘들어진 나탈리는 루시에게 자신의 작품을 보여주지만, 독창성이 없다는 혹평을 듣고 좌절한다. 고향으로 돌아와 친구의 베이비샤워 파티에 참석한 나탈리는 실패감을 느끼지만, 자신의 단편 영화가 사우스 바이 사우스웨스트 영화제에 초청되면서 다시 기회를 얻는다. 영화제에서 나탈리는 5년 만에 게이브를 다시 만나고, 제이크는 자신의 커리어를 희생하면서까지 그녀의 영화를 보러 온다. 루시는 나탈리에게 로스앤젤레스로 돌아오면 다시 만나자고 제안한다.
두 현실은 나탈리가 임신 테스트를 했던 대학 기숙사 앞에서 다시 교차된다. 각 현실에서 나탈리는 화장실 거울을 보며 ‘잘 해왔다’고 스스로를 다독이며 영화는 마무리된다.

## 출연
- 릴리 라인하트 - 내털리 베넷
- 대니 라미레즈 - 게이브
- 데이비드 코런스웻 - 제이크
- 아이샤 디 - 카라
- 앤드리아 새비지 - 티나 베넷
- 루크 윌슨 - 릭 베넷
- 니아 롱 - 루시 갤러웨이
- 엘리사 애넷 - 셰이 텐지